# Markos Eugenikos

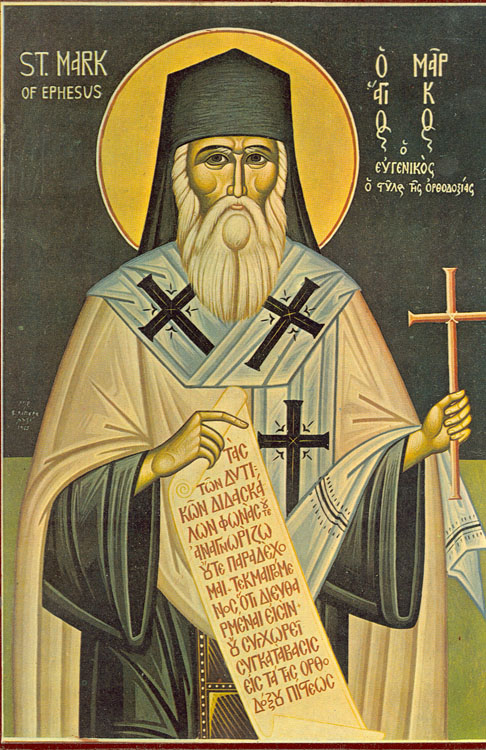

Markos Eugenikos (griechisch Μάρκος Εὐγενικός, lateinisch Marcus Eugenicus, auch Markus von Ephesus; * 1391/92 in Konstantinopel; † 23. Juni 1444) war Metropolit von Ephesos. In der orthodoxen Kirche wird er als Heiliger verehrt.
Sein Vater Georg war Diakon, hatte hohe Ämter im Ökumenischen Patriarchat und an der Hagia Sophia inne und wirkte als Professor an der Höheren Schule in Konstantinopel. Seine Mutter Maria war die Tochter eines damals bekannten Arztes in Konstantinopel. Getauft wurde ihr Sohn auf den Namen Manuel: Markos nannte er sich als Mönch. Sein Bruder Johannes verfasste seine Biographie.
Seine grundlegende Bildung erhielt Manuel von seinem Vater. Nach dessen Tod, als der Sohn 13 Jahre alt war, studierte er Rhetorik bei Johannes Chortasmenos, Dogmatik bei Makarios Makres (1383/91–1431) und Philosophie bei Georgios Gemistos Plethon. Im Alter von 24 Jahren schloss er die Höhere Schule als Magister der Rhetorik ab. Er gründete dann selbst eine Privatschule. Zu seinen Schülern zählten Georgios Scholarios und Theodoros Agallianos.
1418 wurde er Mönch in einem Kloster auf Antigone, einer der „Prinzeninseln“ im Marmarameer südlich der Stadt Chalcedon. Wegen der Einfälle der Türken ging er zwei Jahre später in das Kloster des Heiligen Georg in Mangana, wo er 17 Jahre blieb und den größten Teil seiner Werke schrieb.
1437 wurde er zum Metropoliten von Ephesos erhoben und zum Begleiter des Patriarchen Joseph II. für das bevorstehende Unionskonzil mit den Lateinern bestimmt, an dem er als Prokurator von an der Teilnahme verhinderten Patriarchen des Nahen Ostens wirken sollte (im Wechsel für Alexandria, dann Jerusalem, schließlich Antiochien). Ziel des Konzils war die Wiederherstellung der Einheit der westlich-lateinischen Kirche mit den orthodoxen Ostkirchen, die damals auch aus politisch-militärischen Gründen angestrebt wurde. Nach dem Willen von Kaiser (Johannes VIII. Palaiologos) und Ökumenischem Patriarchen trat beim Konzil von Ferrara/Florenz Markos neben Bessarion als Sprecher der Griechen auf. Markos entwickelte sich zum schärfsten Gegner der sich abzeichnenden Florentiner Unionsbeschlüsse und verweigerte ihnen schließlich seine Unterschrift. Er kritisierte ihre mangelnde Übereinstimmung mit dem Glauben der Kirchenväter und ökumenischen Konzilien, besonders die Annahme der katholischen Lehre vom Fegefeuer (damit verbunden vom Ablass) sowie jede orthodoxe Duldung des Filioque. Gleichwohl durfte er ungehindert und vom Kaiser unbestraft nach Konstantinopel zurückkehren, nahm jedoch zeitweise Aufenthalt in Ephesus und auf dem Athos.
Seine Verweigerung der Zustimmung zur Union, die seiner Ansicht nach auf eine  Unterwerfung unter den Westen hinauslief, brachte ihm innerhalb der Orthodoxie wachsende Anerkennung ein sowie die baldige Verehrung als Heiliger. Sein Bruder Johannes Eugenikos verfasste erste zugehörige liturgische Texte.